# Enchoptila idiopis
Enchoptila idiopis är en fjärilsart som beskrevs av Turner 1914. Enchoptila idiopis ingår i släktet Enchoptila och familjen bronsmalar. Inga underarter finns listade i Catalogue of Life.